# من تو را دارم عزیزم
من تو را دارم عزیزم (انگلیسی: I Got You Babe) تک‌اهنگی از گروه دونفره سانی و شر است از نخستین آلبوم استودیویی‌شان به‌نام ما را ببین که در سال ۱۹۶۵ منتشر شد و در صدر ۱۰۰ آهنگ داغ بیلبورد قرار گرفت.
مجلهٔ رولینگ استون در لیستی که تحت عنوان «۵۰۰ ترانهٔ برتر همهٔ دوران» در سال ۲۰۰۴ منتشر کرده‌است جایگاه 444ام را به «من تو را دارم عزیزم» اختصاص داده است